# Saint-Georges-sur-l’Aa
Saint-Georges-sur-l’Aa – miejscowość i gmina we Francji, w regionie Hauts-de-France, w departamencie Nord.
Według danych na rok 1990 gminę zamieszkiwało 250 osób, a gęstość zaludnienia wynosiła 31 osób/km² (wśród 1549 gmin regionu Nord-Pas-de-Calais Saint-Georges-sur-l’Aa plasuje się na 970. miejscu pod względem liczby ludności, natomiast pod względem powierzchni na miejscu 446.).